# Araceli García Martín
Araceli García Martín (Palencia, 1962) es una filóloga, bibliógrafa y bibliotecaria española, Directora por acceso técnico de la Biblioteca de la  Agencia Española de Cooperación Internacional para el Desarrollo (AECID) (antiguo Instituto de Cultura Hispánica).
Creadora de un programa permanente de "Exposiciones Bibliográficas", así como de la fundamentación editorial cartonera en España.

## Trayectoria profesional e intelectual
Dra. en Filología Hispánica (Universidad de Valladolid), profesora de la Universidad Carlos III (Madrid), ingresa por oposición (1988) en el Cuerpo de Archivos, Bibliotecas y Museos. Desde 2014 Directora de la Biblioteca Hispánica de la Agencia Española de Cooperación Internacional para el Desarrollo, desde cuyo puesto ha ejercido en esa Biblioteca AECID, centro fundamental del libro hispánico e iberoamericano y árabe, una sostenida labor de investigación, internacionalización cultural y comisariado original de exposiciones bibliográficas. 
Coordinadora del Catálogo colectivo de las bibliotecas de la Red de Centros de la AECID y del   Catálogo Biblioteca Digital AECID . 
Auspició la asociación de la Biblioteca de la Universidad Complutense y la de AECID para un Catálogo bibliográfico común Archivado el 20 de octubre de 2020 en Wayback Machine.. Codirectora del Postdoctorado Internacional "Ciencias Humanas - Comparatística - Globalización", creado por el Instituto Juan Andrés de Comparatística y Globalización y la Biblioteca AECID, así como el Seminario Instituto-Biblioteca, también mantenido por ambas instituciones. Autora de estudios sobre Libro antiguo, Análisis documental, Lenguajes documentales, Sociolingüística, así como pioneramente sobre Terminología Deportiva, actualmente en boga.
Es presidenta, desde 2016, de la asociación internacional de bibliotecas y centros de documentación REDIAL: Red Europea de Información y Documentación sobre América Latina, asociación sin ánimo de lucro formada por instituciones europeas que desarrollan su actividad en el campo de la investigación. REDIAL está vinculada al Centro Europeo de Investigaciones Sociales para América Latina (CEISAL). Ha existido un órgano de publicación patrocinado por ambas instituciones cuyos 147 trabajos editados entre 2002 y 2017 se encuentran accesibles en la red y ostenta, desde 2020, la "Distinción Biblioteca", otorgada por el Instituto Juan Andrés de Comparatística y Globalización en reconocimiento de "la labor que entidades y profesionales bibliotecarios realizan en apoyo de la investigación y la edición científica".

## Exposiciones Bibliográficas
El programa permanente de exposiciones bibliográficas comisariado por Araceli García Martín en Biblioteca AECID viene regido por el propósito, tanto de dar a conocer la colección bibliográfica y documental de la Biblioteca, como el de fomentar su uso. Para la realización de las exposiciones se promueve, tras hacer estudio del fondo de las colecciones y su contexto, la colaboración de usuarios expertos.
La propuesta se ejecuta mediante la puesta en juego de materiales bibliográficos (libros, revistas), su entorno (fotográfico, caligráfico, calcográfico, musicológico, periodístico), e incluso indicación relacional de otras colecciones bibliográficas e instituciones complementarias para el caso. Por lo demás, las exposiciones, en su mayoría de duración semestral, son reproducidas en soporte electrónico, lo cual permite su mejor aprovechamiento y difusión digital tanto nacional como internacional.

## Contribuciones a la "edición cartonera"

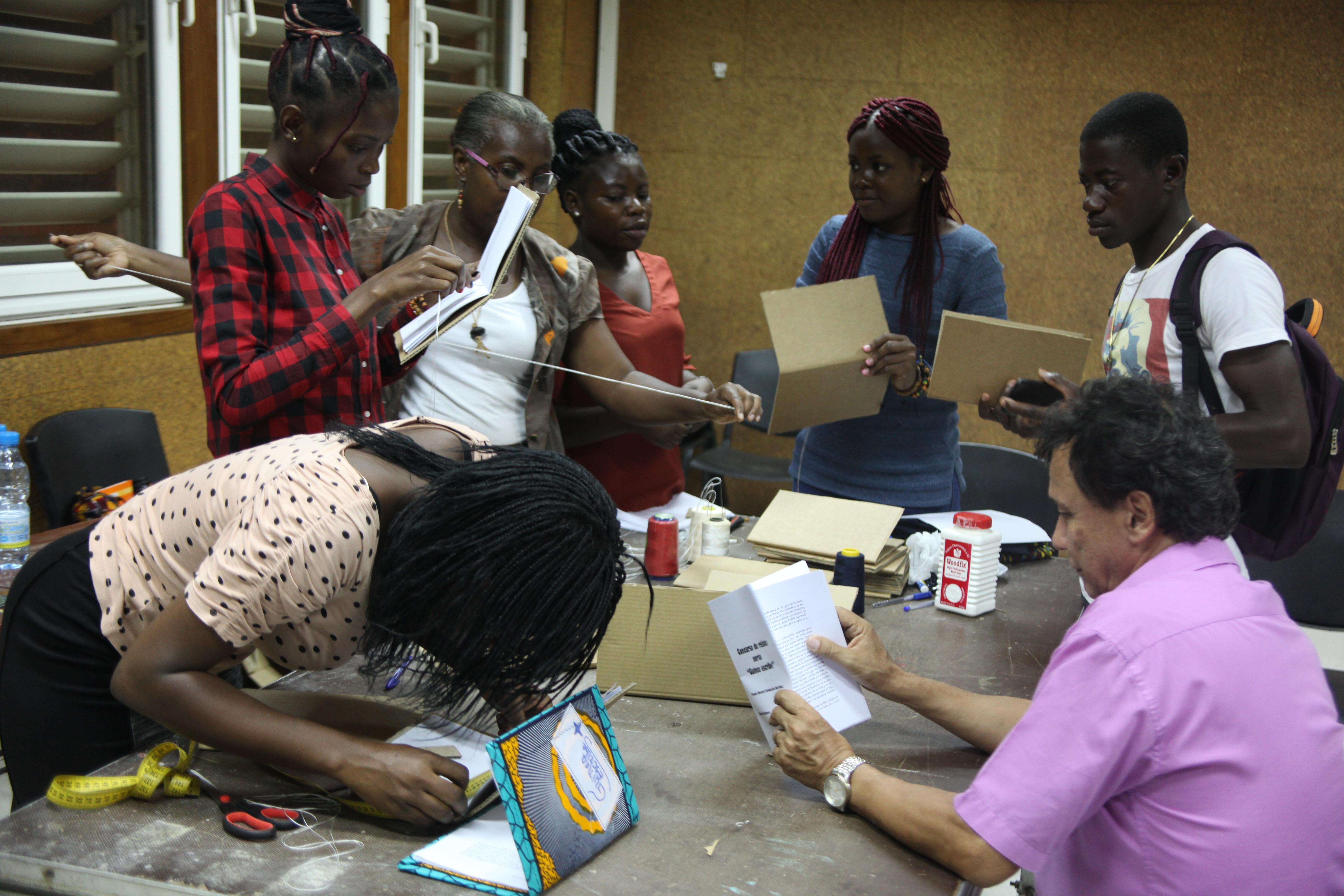
Taller de edición cartonera en el CCE de Malabo

La crisis económica, especialmente en Argentina (2001), condujo a la pobreza a personas entre las cuales las hubo que se aplicaron a recoger cartón por las calles para venderlo y comprar artículos de primera necesidad. Pero también el libro puede ser un artículo de primera necesidad: la convergencia en este punto de escritores y artistas plásticos dio lugar a la creación artesanal mediante cartón de publicaciones por principio únicas. Este modelo se ha extendido por el mundo. Araceli García Martín ha realizado diferentes contribuciones cartoneras en Biblioteca AECID, Universidad Complutense, Centro Cultural de España en Malabo y en Bata..., fomentando la colaboración con formadores sensibilizados en el movimiento cultural orientado a la literatura, la creatividad, el reciclaje y el medio ambiente.

## Publicaciones principales
- Cooperación para el desarrollo y Bibliotecas, Madrid, AECID, 2020.[16]

- La Ilustración Hispánica, Madrid, AECID, 2018.[17][18]

- Al pie de la música, Palma de Mallorca, United P.C., 2014.[19]

- El libro de horas de Isabel de Portugal, Palma de Mallorca, United P.C., 2013.[20]